# Szoloha-kurgán

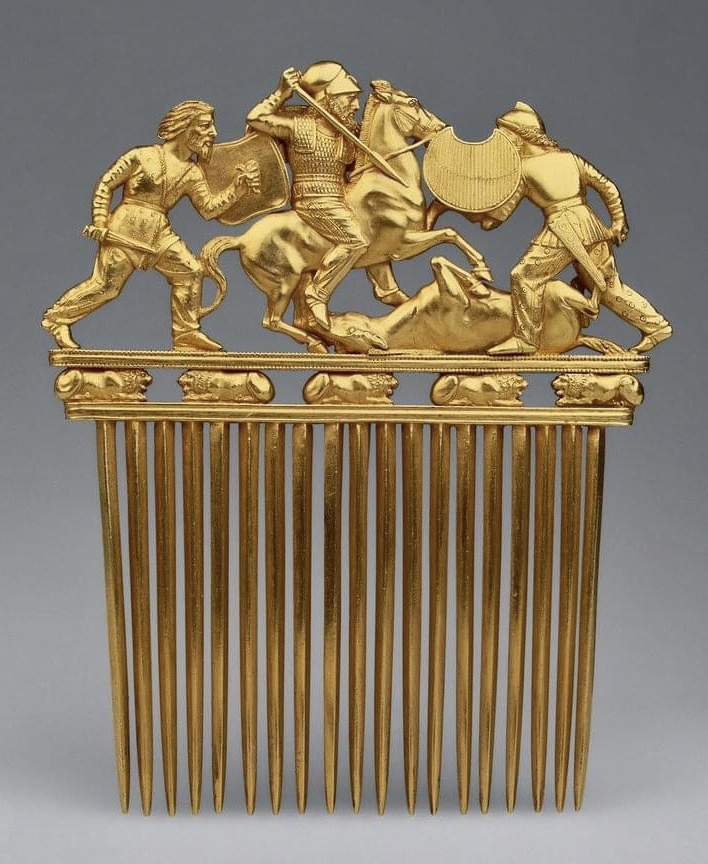
Arany díszfésű

A Szoloha-kurgán (kb. i. e. 4. század eleje) Kamjanka-Dnyiprovszkától 18 km-re, Nyikopollal szemben, a Dnyeper bal partján fekszik.
A 19 m magas és kb. 100 m átmérőjű halomsír alatt két királyi szkíta sírt találtak. A középső sírkamrát már az ókorban kirabolták. Az oldalsó érintetlen sírt az 1912–1913 évi ásatások során fedezte fel Nyikolaj Ivanovics Veszelovszkij orosz régész. A sírban szkíta uralkodó teteme nyugodott, bronz lábszárvédőt és bronz sisakot viselt. Az ezüstdíszes tegezben 80 bronz nyílhegyet találtak. A királlyal együtt temették el fegyverhordozóját, szolgáját és öt lovát. Mellette volt kardja, aranylemezekkel borított kardhüvelyben. Az arany díszfésű, az arany áldozati tál és az ezüstedény a szkíta művészet remekei, az Ermitázsban láthatók.

## Fordítás
- Ez a szócikk részben vagy egészben  a   Solokha című angol Wikipédia-szócikk fordításán alapul.  Az eredeti cikk szerkesztőit annak laptörténete sorolja fel. Ez a jelzés csupán a megfogalmazás eredetét és a szerzői jogokat jelzi, nem szolgál a cikkben szereplő információk forrásmegjelöléseként.